# Hans Nierzwicki
Hans Nierzwicki (* 18. Januar 1905 in Dirschau; † 15. Mai 1967 in Nagold) war ein deutscher SS-Unterscharführer und als Sanitätsdienstgrad unter anderem im KZ Auschwitz eingesetzt.

## Leben
Hans Nierzwicki war der Sohn eines Eisenbahners. Er absolvierte nach der Volksschule eine Ausbildung zum Kellner und führte die Berufsbezeichnung Serviermeister. Er war anfangs in seinem erlernten Beruf tätig und heuerte später auf einem Schiff an. Als polnischer Staatsbürger deutscher Herkunft lebte er 1938 wieder in seiner Heimat und wurde Mitglied der  Jungdeutschen Partei in Polen und der  Deutschen Vereinigung für Posen und Pommerellen. Seinen Lebensunterhalt bestritt er wieder als Kellner, u. a. in Danzig. 
Einige Monate vor dem Überfall auf Polen, dem Beginn des Zweiten Weltkrieges, wurde er in die polnische Marine einberufen. Noch im September 1939 kam er in deutsche Kriegsgefangenschaft, aus der er als sogenannter Volksdeutscher bald entlassen und zur deutschen Heimwehr überstellt wurde. Zum 20. November 1939 trat er der Waffen-SS bei und wurde als Kradmelder im Zuge des Westfeldzuges in die Niederlande verlegt. Aufgrund einer Verwundung erhielt er eine Ausbildung zum Sanitäter und wurde zu einem Sanitätsersatzbataillon nach Oranienburg kommandiert und durch das SS-Sanitätshauptamt im Rang eines SS-Unterscharführers Ende 1942 zur Abteilung Sanitätswesen im KZ Auschwitz versetzt. 
Als SS-Sanitätsdienstgrad war Nierzwicki in Auschwitz anfangs im SS-Revier, danach im Häftlingskrankenbau des Stammlager des KZ Auschwitz und im Frauenlager des KZ Auschwitz-Birkenau. Im April 1943 wurde er mit dem Kriegsverdienstkreuz II. Klasse mit Schwertern ausgezeichnet. Ab Anfang September 1943 war er als SS-Sanitätsdienstgrad im Außenlager Janinagrube und zuletzt u. a. im Außenlager Lagischa eingesetzt. Auschwitzüberlebende berichteten nach Kriegsende, dass Nierzwicki Häftlinge mit Phenolinjektionen ins Herz getötet haben soll. Bis zur Evakuierung des KZ Auschwitz im Januar 1945 verrichtete Nierzwicki dort Lagerdienst.  
Nach Kriegsende befand Nierzwicki sich in amerikanischer Kriegsgefangenschaft, aus der er im Herbst 1946 entlassen wurde. Später arbeitete er als Kassenbote in Duisburg. Im Zuge der Untersuchungen zum ersten Frankfurter Auschwitzprozess geriet auch Nierzwicki in den Fokus der Ermittler. Im Frühsommer 1960 wurde er in Haft genommen und 1963 durch die Staatsanwaltschaft Frankfurt am Main wegen der Beteiligung an Selektionen angeklagt. Krankheitsbedingt wurde er als haftunfähig eingestuft und Mitte 1963 aus der Haft entlassen. Nierzwicki erschien wegen Ansteckungsgefahr nie vor Gericht, beim Beginn der Hauptverhandlung am 20. Dezember 1963 vor dem Landgericht Frankfurt am Main befand er sich mit Lungentuberkulose in einem Düsseldorfer Krankenhaus. Sein Verfahren wurde aufgrund seines Gesundheitszustandes abgetrennt. Er starb Mitte Mai 1967.